# Herwig Kogelnik

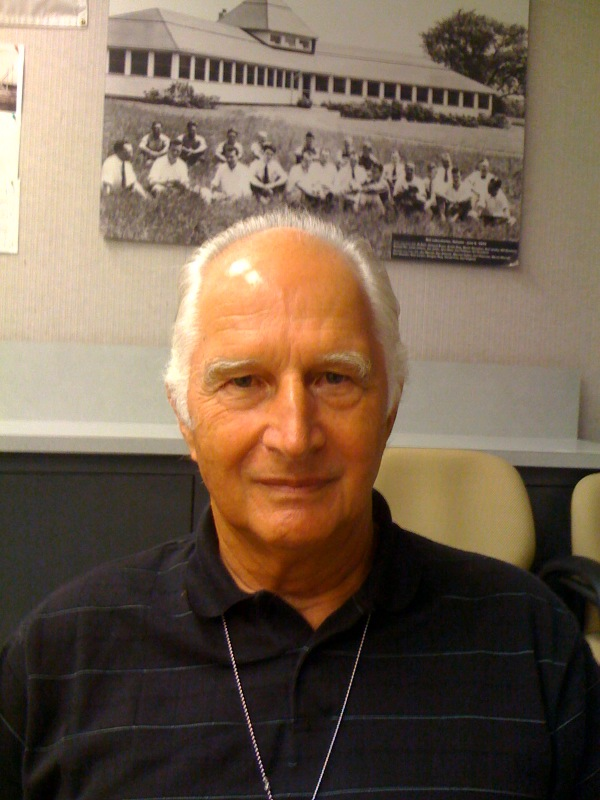
Herwig Kogelnik

Herwig Kogelnik (* 2. Juni 1932 in Graz) ist ein österreichisch-US-amerikanischer Physiker, der sich mit Laserphysik, Optoelektronik und optischer Kommunikationstechnik beschäftigt.
Kogelnik machte 1955 sein Diplom als Ingenieur an der TH Wien und promovierte dort 1958 und nochmals 1960 an der Universität Oxford (Ph.D.). Ab 1961 war er an den Bell Laboratories, wo er schließlich Direktor des Elektronik-Forschungslabors und des Photonik-Forschungslabors (von Alcatel-Lucent in Crawford Hill) war.
Kogelnik ist bekannt für grundlegende Arbeiten über Laserresonatoren und der Optik von gauß-förmigen Wellenpaketen (wie in Lasern). 1971 war er mit Charles Shank ein Pionier in der Entwicklung des Distributed Feedback Laser (DFB) und war damit ein Pionier in WDM (Wavelength-Division-Multiplexing). Er befasste sich auch mit Holographie und entwickelte die Theorie ausgedehnter Hologramme mit Anwendungen in der integrierten Optik.
1989 war Kogelnik Präsident der Optical Society of America. 1994 wurde er in die National Academy of Sciences gewählt, 2006 erhielt er die National Medal of Technology. Er erhielt die IEEE Medal of Honor, den Quantum Electronics Award der IEEE (1991) und die Frederic Ives Medal. 2001 erhielt er den Marconi-Preis. Er hält (2001) 35 Patente.

## Schriften
- mit Tingye Li: Laser Beams and Resonators. In: Applied Optics. 5, 1966, ISSN 0003-6935, S. 1550–1567.
- mit C. V. Shank: Coupled-wave theory of distributed feedback lasers. In: Journal of applied physics. 43, 5, 1972, ISSN 0021-8979, S. 2327–2335.